# Josafat Kuncewycz
Josafat Kuncewycz (Wolodymyr (Wolynië), rond 1580 – Vitebsk, 12 november 1623) was de eerste door de Katholieke Kerk erkende heilige van de Oosters-katholieke Kerken en geldt als martelaar. Zijn naamdag is 12 november.

## Biografie
Josafat was een zoon van orthodoxe ouders. Zijn vader was een rijke koopman. Na zijn schooltijd in Wolodymyr werd Josafat door zijn vader naar Vilnius gestuurd, waar hij als leerling bij een koopman in dienst trad. Josafat toonde echter meer interesse in de bestudering van de taal, gebruikt in de Slavische liturgie. Hierdoor raakte hij onder meer bevriend met Petrus Arcudius, rector aan het Oosters college in Vilnius. Hoewel de koopman bij wie Josafat in dienst was niet sympathiseerde met religieuze zaken, was hij toch bereid de jongen in dienst te nemen en ook uit te huwelijken aan een van zijn dochters. Beide voorstellen werden echter door Josafat afgewezen en hij besloot toe te treden tot het klooster van de Heilige Drie-eenheid in Vilnius.
Rond 1595 waren er in Brest in Wit-Rusland nieuwe besprekingen gestart over de hereniging van de Katholieke Kerk met de Roetheens-katholieke Kerk. Deze verliepen echter moeizaam. Ook Josafat was voorstander van deze hereniging en zou zich daar tijdens zijn kerkelijke loopbaan sterk voor maken.
Nadat Josafat tot priester was gewijd legde hij zich toe op het prediken, waarbij de sympathieën voor de bisschop van Rome (de paus) centraal stonden. In opdracht van de abt van zijn abdij werd hij belast met de oprichting van diverse nieuwe kloosters in Polen.
In 1617 werd Josafat gewijd tot bisschop van Vitebsk, met het recht op opvolging als aartsbisschop van Polotsk. Deze benoeming volgde drie maanden later, door de dood van de aartsbisschop. Josafat werd geconfronteerd met een diocees dat in verval was; verwaarloosde kerken, kerkelijke bezittingen in handen van leken en kloosters waar de regels niet gehandhaafd werden. Josafat slaagde erin de zaken weer op orde te brengen door onder meer het bijeenroepen van synodes en de landheren op te roepen zich niet te bemoeien met kerkelijke aangelegenheden.
In 1620 stond echter een tegenbeweging op onder aanvoering van Meletius Smotrisky, die de aansluiting met Rome veroordeelde. De beweging slaagde erin vele gelovigen te doen laten terugkeren naar de traditionele oosterse kerk, tegen de zin in van Josafat. Deze startte een nieuw offensief, maar ondervond hierbij veel tegenwerking van onder meer de Poolse bisschoppen en de katholieke kanselier van Litouwen, Leo Sapieha. Hij riep Josafat op om zijn pogingen tot bekering te staken omdat die zouden leiden tot onrust en geweld.
In 1623 besloot Josafat tegen elk advies in naar Vitebsk af te reizen om daar mensen weer voor zijn missie te winnen. Op 12 april werd hij echter in de val gelokt door tegenstanders en werd hij neergeslagen met een hellebaard en vervolgens doodgeschoten. Zijn lichaam werd in de Dvina gegooid. Josafat werd begraven op een lokale begraafplaats. Aan het begin van de 20e eeuw werden zijn stoffelijke resten overgebracht naar West-Europa. Na eerst in Wenen te zijn begraven vond de uiteindelijke begrafenis plaats in 1949 in de Sint-Pietersbasiliek te Rome.

## Josafat Kuncewycz in de Katholieke Kerk
In 1643 werd Josafat door paus Urbanus VIII zalig verklaard, waarna in 1867 de heiligverklaring volgde door paus Pius IX. In de encycliek Ecclesiam Dei van 12 november 1923 stelde paus Pius XI het leven van Josafat centraal, waarbij hij hem eerde voor zijn inzet voor de hereniging van de Oosters-orthodoxe Kerk met de Latijnse Kerk. Daarom wordt Josafat Apostel van de Hereniging genoemd. In lijn met Josafats gedachtegoed wenste ook Pius XI dit voor elkaar te krijgen; hij maakte zich daarbij sterk voor het Pauselijk Instituut voor Oosters Christendom in Rome, dat onder meer tot doel had de dialoog tussen de verschillende kerkgenootschappen tot stand te brengen.

## Publicaties
Gebaseerd op studies van slavisch-byzantijnse liturgische boeken herkende Josafat de overeenkomsten met de katholieke doctrine. Naar aanleiding hiervan publiceerde hij zelf diverse werken, waaronder
- Over de doop van Sint Volodymyr
- Over de vervalsing van de Slavische Boeken door de vijanden van het Aartsbisdom
- Over Monniken en hun geloftes

## Bijzonderheden
Binnen kringen van de Russisch-orthodoxe Kerk is de visie op Josafat eerder negatief. Dat hij gezien wordt als een heilige, werd door Herman Ivanov-Treenadzaty, diaken van de Russisch-orthodoxe Kerk die de Katholieke Kerk als een "groot gevaar voor Rusland" omschrijft, weerlegd; Josafats bekeringen zouden gepaard zijn gegaan met wrede vervolgingen. Zijn wrede moord zou het resultaat geweest zijn van zijn optreden.
Binnen de Poolse gemeenschap in de Verenigde Staten geldt Josafat Kuncewycz als patroonheilige van diverse parochies. In Milwaukee is een basiliek aan hem gewijd. In de Holy Trinity Polish Mission kerk in Chicago zou zich een reliek van Josafat bevinden.